# 滿城盡是加班族
《滿城盡是加班族》是中國大陸自由職業者胡戈在2006年創作、赞助商指定拍摄的網路短片，片名靈感來自於张艺谋的《满城尽带黄金甲》，這是一部諷刺作品，但內容與張藝謀作品無關，雖然胡戈承認他的確是在調侃張藝謀。

## 內容概要
《滿城儘是加班族》片中的第一句對白是：“岳不群让你去他的办公室。”剧中人物是借用金庸小说《笑傲江湖》，岳不群疯狂地逼令狐冲及其他员工加班，每天加班到晚上九點，卻不给加班费，并威胁不许埋怨。任盈盈是“日月集團”公司的人事部经理，一直想挖角令狐沖。但令狐沖从两个匪徒那里得知，日月集團加班、不给钱的情况更嚴重（“我们在日月公司上班的时候，天天到十一点！……还没有加班费”），因此拒絕加入。最后令狐沖偷得“失传多年的企业经营秘籍”《葵花宝典》（“是由一个叫什么‘比尔盖子’的高人写的”），决定自己白手起家。任盈盈借读了《葵花宝典》一宿后，也深有感触。两人在《葵花宝典》的指引（“欲练神功，必先辞职”）下大受启发，分别辞职，合作起来創業去了。